# 卢兹 (萨尔特省)
卢兹（法語：Louzes，法語發音：[luz]）是法国萨尔特省的一个市镇，属于马梅尔斯区。

## 地理
卢兹（48°25'39"N, 0°18'5"E）面积8.24 平方千米，位于法国卢瓦尔河地区大区萨尔特省，该省份为法国西北部内陆省份，北起顺时针与奥恩省、厄尔-卢瓦省、卢瓦-谢尔省、安德尔-卢瓦尔省、曼恩-卢瓦尔省和马耶讷省接壤，是法国大西部的入口，连接卢瓦尔河谷、布列塔尼和巴黎盆地。
与卢兹接壤的市镇（或旧市镇、城区）包括：维莱讷拉卡雷勒、阿耶尔-博瓦尔、佩尔塞涅新城。

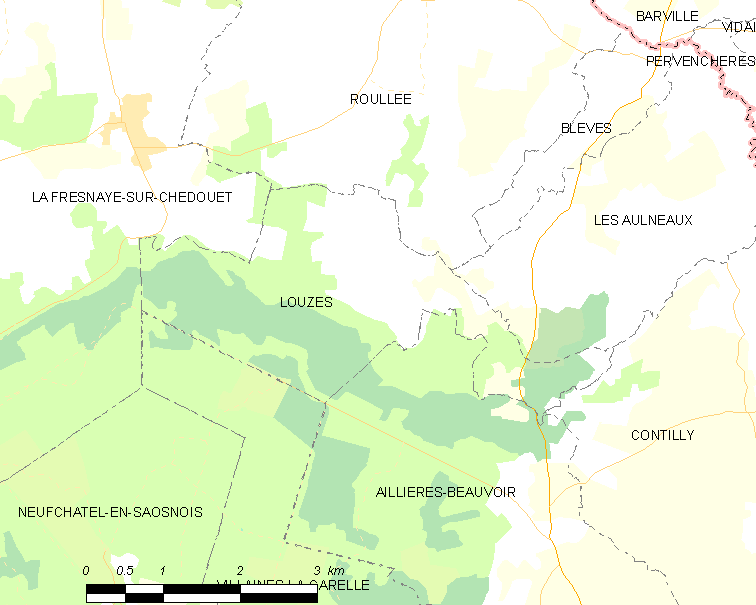
的OSM定位图

卢兹的时区为UTC+01:00、UTC+02:00（夏令时）。

## 行政
卢兹的邮政编码为72600，INSEE市镇编码为72171。

## 政治
卢兹所属的省级选区为马梅尔斯县。

## 人口

1962-2008年间人口变化图示

卢兹于2022年1月1日时的人口数量为104人。